# John Hanke
John Hanke, född 1967, är en amerikansk entreprenör och grundare av Niantic. Han har tidigare arbetat för Google.